# Cicujano
Cicujano en espagnol ou Zekuiano en basque fait partie d'un regroupement de 6 hameaux dans la vallée de Laminoria, faisant partie de la municipalité d'Arraia-Maeztu dans la province d'Alava dans la Communauté autonome basque.
Le village est regroupé avec d'autres hameaux tels que Aletxa, Arenaza, Leorza, Ibisate, Musitu dans la vallée de Laminoria. Il comptait en 2007, 95 habitants.